# Convento de San Carlos Borromeo
El convento de San Lorenzo (llamado, en rigor, convento de San Carlos Borromeo) es un establecimiento religioso que perteneció a la Orden de Frailes Menores ubicado en la localidad de San Lorenzo, Provincia de Santa Fe a 31 km de Rosario, Argentina.
Comenzado en 1792 para reemplazar el heredado de los jesuitas, que estaba ubicado cerca del Río Carcarañá, en el actual distrito Aldao. El convento se albergaba desde 1796 a los religiosos en un edificio de estilo colonial; y se hallaba aún inconcluso en 1813, cuando el 3 de febrero fue empleado por las tropas del entonces Coronel de Caballería José de San Martín para albergarse antes del combate de San Lorenzo, el primer enfrentamiento en la Guerra de Independencia Argentina y único combate librado por San Martín en lo que hoy es suelo argentino.
La iglesia, comenzada en 1807, es obra del arquitecto Juan Bautista Segismundo, también autor de la Recova de Buenos Aires. Además de esta, el conjunto incluye los edificios del convento, el seminario y dos colegios. En el refectorio principal se instaló el hospital de campaña tras el combate, y allí falleció el sargento Juan Bautista Cabral; los muertos fueron sepultados en el huerto.
Hoy funciona en las instalaciones el Museo Histórico del Convento San Carlos, con exhibiciones de arte religioso, un cementerio en el que una urna contiene las cenizas de los caídos en la batalla de San Lorenzo, y varias salas conservadas como monumentos históricos: una celda que alojó al coronel San Martín, el refectorio, y exhibiciones sobre la construcción del convento y la obra de los frailes.
El convento de San Lorenzo tiene además otros antecedentes que ilustran sobre su merecimiento histórico:
- En una de sus habitaciones se instaló la primera escuela pública que se abrió en el país después de la Revolución de Mayo; el Colegio San Carlos
- En él se firmó el 12 de abril de 1819 el armisticio de San Lorenzo, entre los representantes de Manuel Belgrano y los del General Estanislao López.
- Frente al convento fue vencida en 1840 la escuadra francesa que pretendió remontar el Paraná
- El 16 de enero de 1846 el general Lucio Norberto Mansilla enfrentó en el mismo sitio a un gran convoy compuesto de unidades del gobierno de Montevideo, escoltadas por buques de guerra ingleses y franceses.

Por ley n.º 12.648 del 2 de octubre de 1940 fueron declarados Monumento Nacional el convento y el campo contiguo, al que se lo denomina "Campo de la Gloria", en honor y referencia a la batalla de San Lorenzo, aunque no fue ese el lugar exacto de la misma.
El convento San Carlos ya no existe como tal en la Orden de Frailes Menores, puesto que fue suprimido y sus religiosos fueron reubicados. La Parroquia San Lorenzo Mártir que se ubica junto al histórico convento fue entregada a la Arquidiócesis de Rosario en el año 2020, por lo que actualmente es atendida por un sacerdote diocesano.

## Galería de imágenes

### Museo Histórico del Convento de San Carlos Borromeo

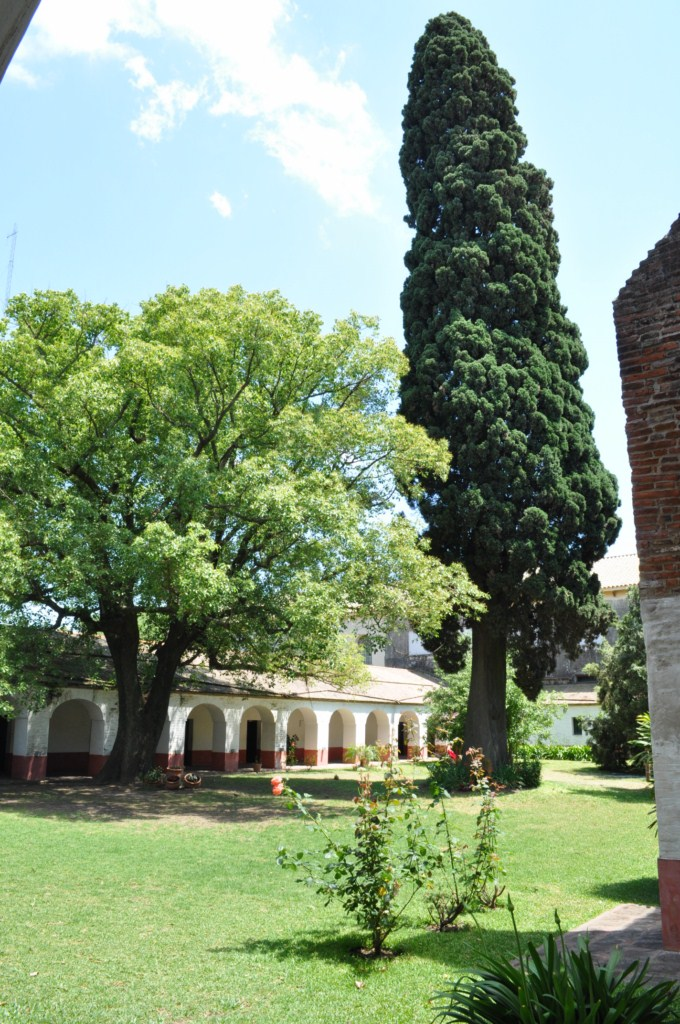
Patio Central
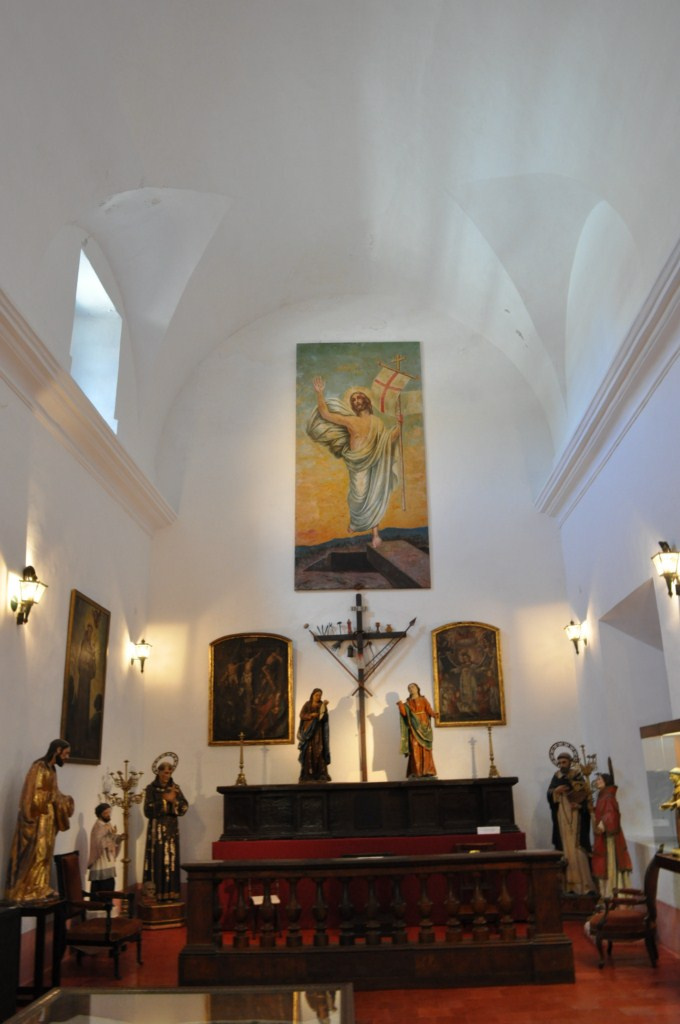
Capilla
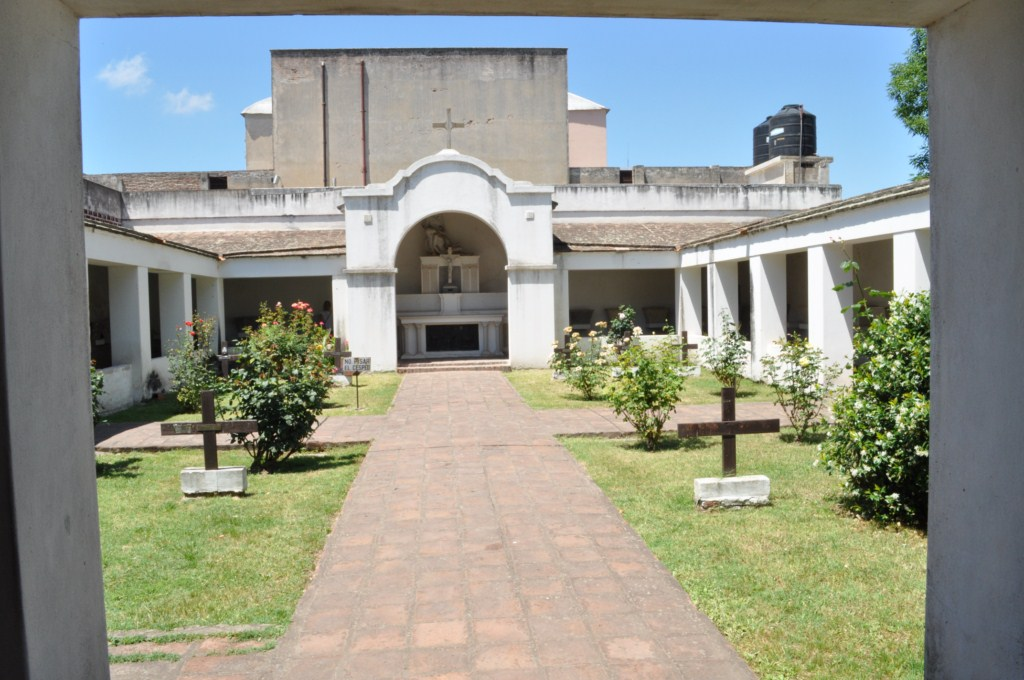
Cementerio
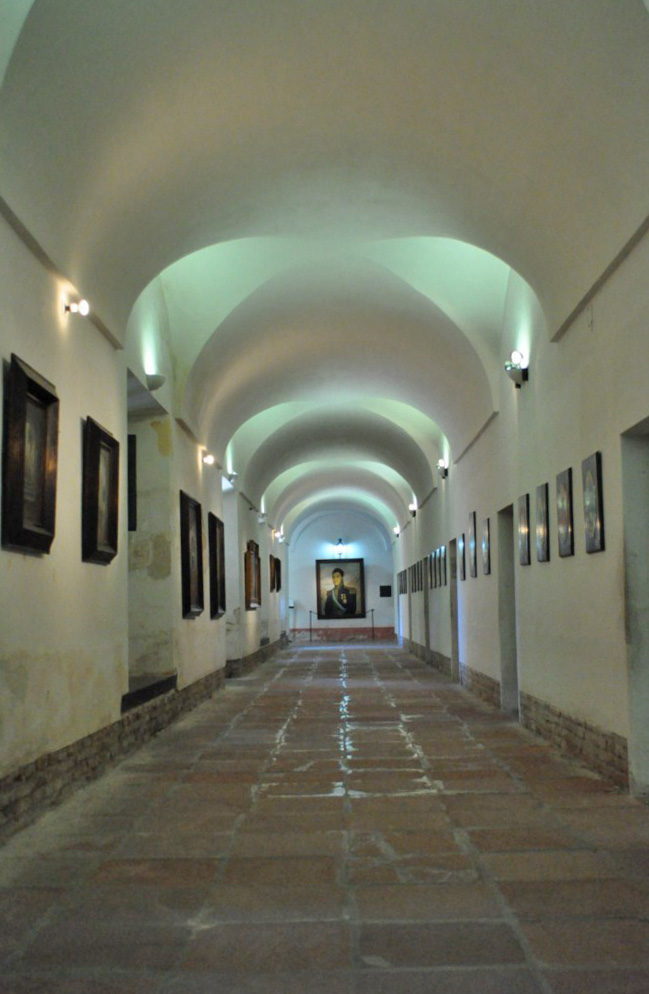
Corredor en el museo histórico del Convento de San Carlos Borromeo (al fondo cuadro de San Martín).
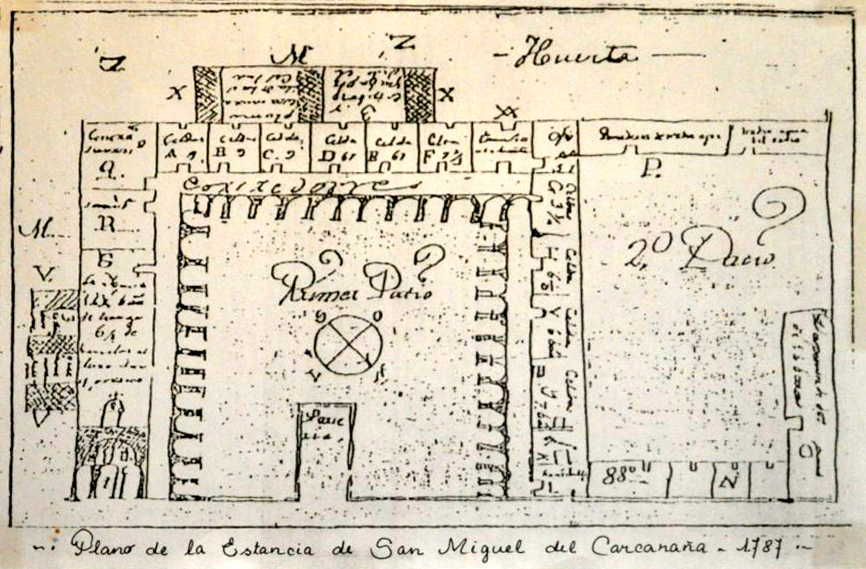
Plano de la estancia de San Miguel de Carcarañá posteriormente Convento de San Carlos Borromeo.
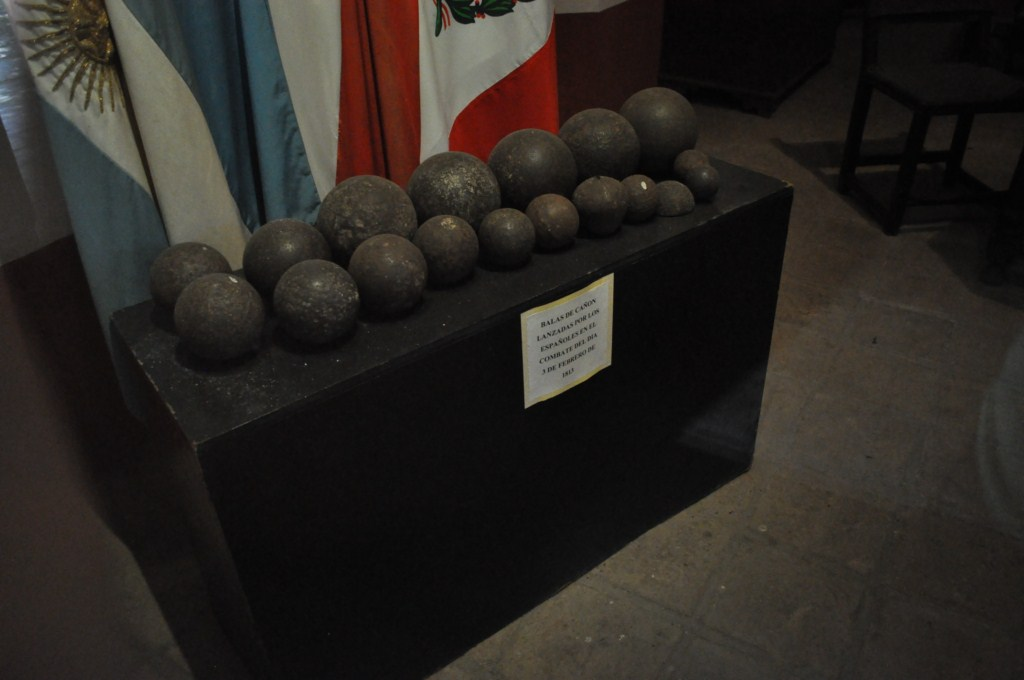
Balas de cañón lanzadas por los españoles en el combate del día 3 de febrero de 1813.
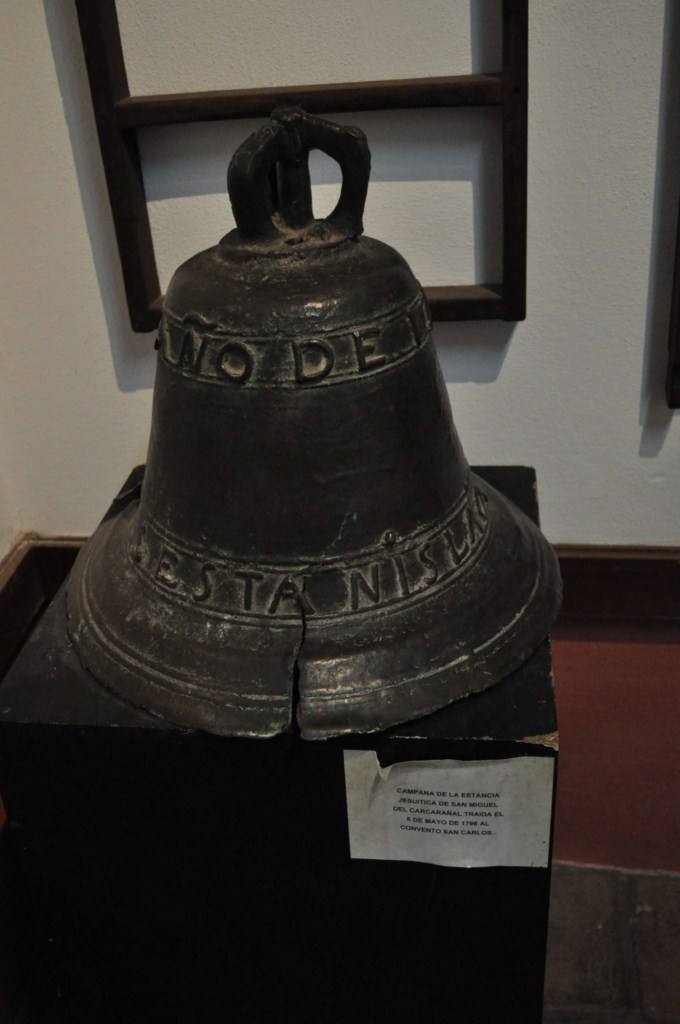
Campana de la estancia jesuítica de San Miguel del Carcarañal, traída el 6 de mayo de 1796 al museo del Convento de San Carlos Borromeo.

- Datos: Q6553434
- Multimedia: Convento San Carlos / Q6553434